# Kyrkbytjärnen (Vika socken, Dalarna)
Kyrkbytjärnen (Kyrkbytjärn) är en sjö i Falu kommun i Dalarna och ingår i Dalälvens huvudavrinningsområde. Sjön har en area på 0,297 kvadratkilometer och ligger 108,1 meter över havet.
Kyrkbytjärn är belägen i Vika socken, Falu kommun, omedelbart väster om Vika kyrkby, med avlopp i Vikasjön.
Tjären har varit kraftigt utsatt för igenväxning genom avloppsutsläpp från byn och är beväxt med ruggar av fräken, kaveldun och säv. På senare tid har dock tjärnen restaurerats genom muddringar och återupptagen slotter. Kyrkbytjänr är en populär fågellokal och flitigt besökt av fågelskådare. Under flyttningen rastar änder och vadare som brushane, småsnäppa och mosnäppa här. Bland de fåglar som häckar runt sjön märks brun kärrhök, skrattmås, rörhöna, gulärla, storspov, årta, skedand och bläsand. Även rördromen har ibland häckat här.
I söder skiljs Kyrkbytjärn från Vikasjön genom Gramsängs udde, en biås till Badelundaåsen. Udden är avsatt som naturreservat.

## Delavrinningsområde
Kyrkbytjärnen ingår i delavrinningsområde (670940-149717) som SMHI kallar för Utloppet av Kyrkbytjärnen. Medelhöjden är 135 meter över havet och ytan är 10,24 kvadratkilometer. Det finns inga avrinningsområden uppströms utan avrinningsområdet är högsta punkten. Vattendraget som avvattnar avrinningsområdet har biflödesordning 4, vilket innebär att vattnet flödar genom totalt 4 vattendrag innan det når havet efter 215 kilometer. Avrinningsområdet består mestadels av skog (48 procent), öppen mark (16 procent) och jordbruk (26 procent). Avrinningsområdet har 0,29 kvadratkilometer vattenytor vilket ger det en sjöprocent på 2,8 procent. Bebyggelsen i området täcker en yta av 0,23 kvadratkilometer eller 2 procent av avrinningsområdet.